# Zinswiller
Zinswiller (en alsacià Zínswíller) és un municipi francès, situat a la regió del Gran Est, al departament del Baix Rin. L'any 1999 tenia 754 habitants.
Forma part del cantó de Reichshoffen, del districte de Haguenau-Wissembourg i de la Comunitat de comunes del Pays de Niederbronn-les-Bains.

## Demografia
| 1962 | 1968 | 1975  | 1982  | 1990 | 1999 |
| ---- | ---- | ----- | ----- | ---- | ---- |
| 820  | 927  | 1.137 | 1.009 | 950  | 754  |

## Administració
| Període | Identitat      | Partit | Qualitat |  |
| ------- | -------------- | ------ | -------- |  |
| 2008-   | Alphonse Meyer |        |          |  |